# Цербе, Карл
Карл Цербе (нем. Karl Zerbe; 16 сентября 1903 — 24 ноября 1972) — американский художник-экспрессионист и педагог немецкого происхождения. Оказал большое влияние на художников США. 

## Биография
Карл Цербе родился в Берлине, Германия. С 1904 по 1914 годы, семья жила в Париже во Франции, где его отец был руководителем концерна электроснабжения. В 1914 году они переехали во Франкфурт в Германии, где прожили до 1920 года.
В 1920 году Цербе изучал химию в Technische Hochschule во Фридберге. С 1921 по 1923 год жил в Мюнхене, где изучал живопись в школе Дебшица, в основном у Йозефа Эберца. В 1924—1926 годах Цербе, получив стипендию от города Мюнхена, работал и путешествовал по Италии. В 1932 году его картина маслом под названием: «Осенний сад» (нем. Herbstgarten) 1929 года была приобретена Национальной галереей в Берлине, но в 1937 году картина была уничтожена нацистами как «дегенеративное искусство».
В 1934 году Цербе эмигрировал в США, спасаясь от нацистов. С 1937 по 1955 год Цербе был заведующим отделом живописи Школы Музея изобразительных искусств в Бостоне. В 1939 году Цербе стал гражданином США, и в том же году он впервые использовал энкаустику. В 1955 году стал преподавать на факультете искусств и истории искусств Университета штата Флорида, где проработал до самой смерти.

## Творчество
Вместе с бостонскими художниками Джеком Левином и Хайманом Блумом, был ключевым членом Бостонской экспрессионистской школы живописи . Благодаря преподаванию оказал влияние на целое поколение американских художников  том числе, таких как Дэвид Аронсон, Бернард Чэт, Рид Кей, Артур Полонски, Джек Крамер, Барбара Свон, Эндрю Кооистра и Лоис Тарлоу.

## Семья
Марион Сара Цербе (урожд. Когель; Marion Sarah Zerbe (Koegel); 16.01.1913 — 01.05.1974) — жена.
- Мария Нортон (урожд. Цербе) — дочь